# Kirchhain
Kirchhain é um município da Alemanha, situado no distrito de Marburg-Biedenkopf, no estado de Hesse. Tem 90,92 km² de área, e sua população em 2019 foi estimada em 16.290 habitantes.